# Beruniy
Beruniy (en ouzbek : Beruniy / Беруний, en russe : Беруни), est une ville d'Ouzbékistan située dans la Karakalpakstan.

## Géographie
La ville est située sur la rive nord de l'Amou Darya près de la frontière avec le Turkménistan. C'est le centre administratif du district de Beruniy.

## Histoire
Beruniy était la capitale de Khwarezm à l'époque de la dynastie Afrighid vers 305. À cette époque, il était connu sous le nom de Kath (moderne ouzbek : Kos). La ville a subi de nombreux changements de nom, y compris Fil et Shobboz. En 1957, il a été rebaptisé Beruniy en l'honneur de l'érudit Abū Rayţān al-Bīrūnī qui est né et a grandi dans la ville.

## Population
En 2018, Beruniy comptait une population de 66 090 personnes.